# Бракетто д’Акви
Бракетто д’Акви (итал. Brachetto d’Acqui) — красное игристое итальянское вино, которое с 1969 года получило категорию Denominazione di Origine Controllata (DOC), а с 1996 года — категорию Denominazione di Origine Controllata e Garantita (DOCG). Вино производится в винодельческом регионе Пьемонт, в окрестностях городка Акви-Терме в провинции Алессандрия (винодельческий регион имеет частичное перекрытие с другой винодельческой зоной Асти). Вино производится из одноимённого винограда Бракетто, автохтонного сорта Пьемонта, и может быть тихим сухим (доля которого в производстве со временем постоянно снижается) или, гораздо чаще, игристым, обычно с некоторой сладостью.

## История сорта

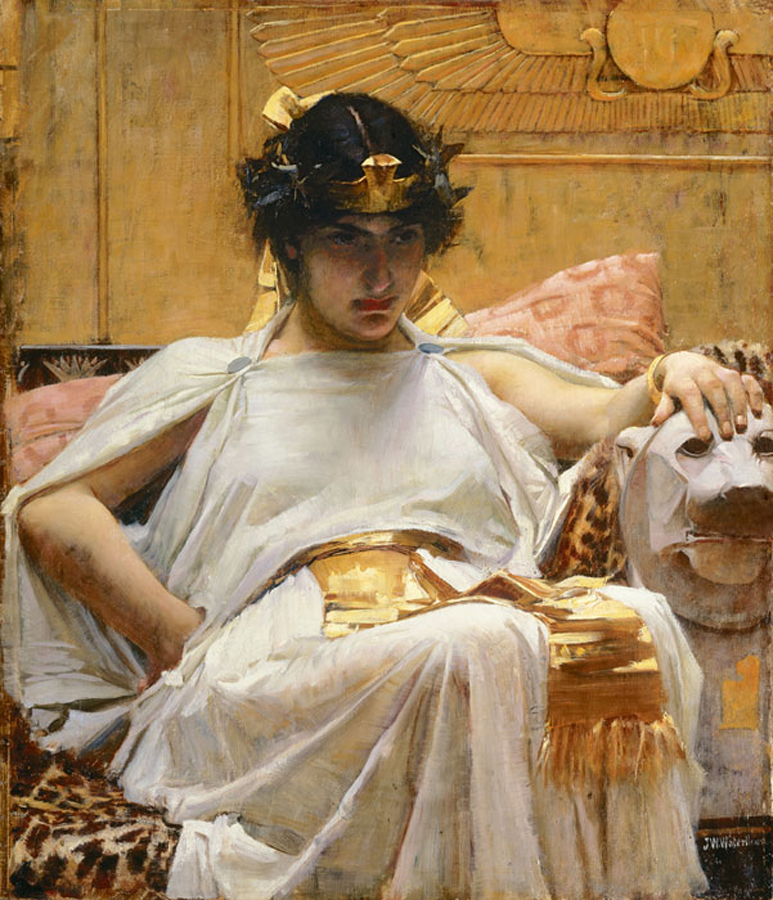
Согласно легенде, Юлий Цезарь и Марк Антоний подарили Клеопатре несколько тыквенных бутылей с vinum acquense (предком Бракетто д’Акви).

Точное происхождение вина неизвестно. Хотя считается, что виноград Бракетто является автохтонным сортом родом из Пьемонта (родиной этого винограда считают холмы Монферрато и окрестности Асти), но некоторые ампелографы еще в конце 19 века предполагали, что этот виноград на самом деле может иметь французское происхождение.
Тем не менее, производство сладкого, игристого красного вина в этом регионе имеет давнюю традицию. В итальянской театральной традиции Комедии дель арте персонаж-маска Джандуя, который представлял Турин и Пьемонт, предпочитал Бракетто д’Акви всем остальным. Еще раньше, во времена Древнего Рима, писатели описывали вино из Цизальпийской Галлии, известное как vinum acquense (вино Акви), которое было любимым среди патрициев благодаря своим сладкому вкусу и сильному аромату. По легенде, Юлий Цезарь и Марк Антоний преподнесли Клеопатре в подарок несколько тыквенных бутылей с vinum acquense.

## Винный регион
Зона Бракетто-д’Акви DOCG включает виноградники вокруг коммун Акви-Терме и Стреви, расположенные на холмах Монферрато, которые простираются на юго-восток от города Асти, и частично перекрываются с зоной Асти DOCG. В состав региона входят долины вдоль рек Бормида и Бельбо, впадающих в Танаро.

## Правила DOCG
Согласно правилам DOCG, Бракетто д’Акви должно производиться только из винограда Бракетто, урожайность виноградников ограничивается 8 тоннами с гектара. До получения статуса DOCG допускалось ограниченное добавление местного винограда других красных сортов Пьемонта (таких, как Дольчетто, Пино неро, Фрейза, Гринолино и Руше). Минимальный уровень содержания алкоголя в готовых винах должен составлять не менее 11,5 % для фриззанте и 12 % для спуманте, виноград, используемый для Бракетто д’Акви, должен достичь достаточной зрелости (уровень сахара по шкале Брикса между 21-22°Bx).
Эксперты описывают Бракетто д’Акви как очень ароматное сладкое красное вино, которое может иметь цветочные и фруктовые ноты, похожие на Москато д’Асти и Ламбруско.

## Комментарии
1. ↑  Brachetto d’Acqui DOP // Qualigeo — 2006.
2. ↑  J. Bastianich & D. Lynch Vino Italiano pg 132, 153, 419, Crown Publishing 2005 ISBN 1-4000-9774-6
3. 1 2  Italian Trade Commission «Acqui or Brachetto d’Acqui (DOCG) Архивировано 14 марта 2011 года.» Italianmade.com Accessed: March 5, 2011
4. ↑  K. Walker «Brachetto: An ancient delight Архивировано 7 января 2011 года.» Wein-Plus Magazine, May 3, 2007
5. ↑  M. Hunt «Classics That Work Every Time Архивировано 8 июля 2011 года.» Cuisine Noir Magazine, January 30, 2010
6. 1 2  J. Bastianich & D. Lynch Vino Italiano pg 132, 153, 419, Crown Publishing 2005 ISBN 1-4000-9774-6ISBN 1-4000-9774-6
7. ↑  P. Saunders Wine Label Language pg 130 Firefly Books 2004 ISBN 1-55297-720-X
8. ↑  M. Ewing-Mulligan & E. McCarthy Italian Wines for Dummies pg 197—198 Hungry Minds 2001 ISBN 0-7645-5355-0